# Lam Bheu
Lam Bheu is een bestuurslaag in het regentschap Aceh Besar van de provincie Atjeh, Indonesië. Lam Bheu telt 4980 inwoners (volkstelling 2010).